# Алаверді (вигук)

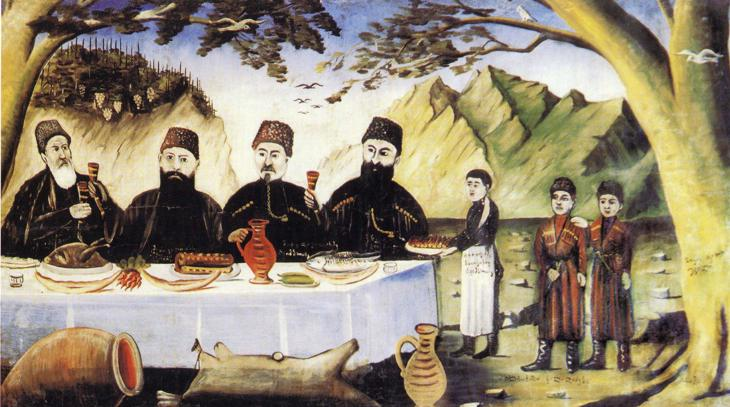
Свято у Гвімрадзе. Художник — Ніко Піросмані

Алаверди́ або алаверді́ (груз. ალავერდი)  — вигук, поширений в країнах Кавказу, зокрема в грузинській мові, яким один учасник бенкету, що вимовляє тост, запрошує іншого приєднатись до нього. Тамада, вимовивши черговий тост, може ухвалити рішення про його продовження будь-ким з учасників застілля. У такому випадку «естафета» передається тамадою саме за допомогою слова «алаверди».
В розмовній мові «алаверди» може означати погодження, підтримку висловленої тези. В переносному значенні також використовується в значенні «дія у відповідь, подарунок у відповідь»: наше алаверди.

## Значення
За однією з версій, слово походить від арабського «allah» — «бог» та турецького дієслова «ver» — «давати» (форма минулого часу — «verdi»). Таким чином, українською «алаверди» буквально можна перекласти як «бог дав».
За іншою версією, обидві частини слова прийшли з турецької: «ала» — «візьми», «верді» — «дав».

## Використання
З Кавказу слово мігрувало до інших мов, найчастіше його можна почути в пострадянських країнах і не завжди в первісному значенні. Зокрема, «алаверди» може використовуватись гостями бенкету, які хочуть додати свої слова до тосту. В цьому значенні, слово можна перефразувати як «дозвольте мені додати до сказаного». Згідно з грузинськими традиціями таке вживання слова неприпустиме: передати слово гостю може лише тамада, або гість, що проголошував тост перед ним. Така передача тосту від однієї людини до іншої і описується словом «алаверди».